# Émile Lévy (rabbin)
Pour les articles homonymes, voir Émile Lévy (homonymie) et Lévy.
Ne doit pas être confondu avec Émile Lévy ou Charles Émile Lévy.
Émile Lévy (né le 27 octobre 1879 à Dambach-la-Ville, Bas-Rhin - mort le 16 août 1953 à Tel Aviv, Israël) est un grand-rabbin de Strasbourg.

## Biographie
Fils du rabbin Marcus Lévy de Haguenau et Wissembourg, il reçoit une formation de rabbin au Séminaire rabbinique Hildesheimerde Berlin, exerce comme rabbin à Charlottenbourg et devient docteur en philosophie en 1905. En 1914, il est nommé aumônier de la 2e armée allemande.
La succession du Grand-rabbin de Strasbourg, Adolphe Ury mort en 1915, est âprement discutée. La communauté locale et les notables alsaciens soutiennent la candidature de Lucien Uhry, rabbin de Sélestat et le désignent comme son successeur, le 16 avril 1916. Mais le Consistoire, sous la pression des Adler Oppenheimer, fait appel à Émile Lévy, dont l'orientation religieuse est plus orthodoxe que celle de son concurrent, élève au séminaire de Breslau. À cause de sa formation allemande, il doit retourner en Allemagne après le retour de l'Alsace à la France en 1918 et est rabbin de Charlottenburg jusqu’à l’avènement du nazisme. Il s’installe alors à Tel Aviv où il meurt en 1953. après y avoir été rabbin dans la communauté I'houd Shivath Zion puis à Nahariya.
L'un de ses homonymes, (né en 1848, Marmoutier - mort en 1933, Versailles) qui fut rabbin de Bayonne puis de Versailles est le grand-père maternel de Claude Lévi-Strauss.